# Александрова-Дубровина, Любовь Александровна
Александрова-Дубровина Любовь Александровна (1839—1915) — русская театральная актриса.

## Биография
Родилась в 1839 году в семье театральной актрисы Александры Антипьевны Дубровиной.
Воспитывалась в частном пансионе города Курска.
Сценическую деятельность начала в 1852 в Харькове в антрепризе Н. Н. Дюкова.
Более пятидесяти лет выступала в провинциальных театрах Харькова, Казани, Самары, Саратова и других городов. В течение шестнадцати лет работала в антрепризе М. М. Бородая.
Александрова-Дубровина исполняла драматические и комедийные, бытовые и салонные роли. Работала в драмах, комедиях и водевилях. Особенно ей удавались роли женщин с сильным и властным характером: Мурзавецкая («Волки и овцы»), королева Елизавета («Мария Стюарт»), Княгиня («Чародейка» Шпажинского) и другие.
Умерла 21 июня (4 июля по новому стилю) 1915 года.